# Yinpterochiroptera
Yinpterochiroptera (ou Pteropodiformes) é uma subordem de Chiroptera que inclui os Megachiropteras, família Pteropodidae, e outras seis famílias de Microchiroptera: Rhinopomatidae, Rhinonycteridae, Rhinolophidae, Hipposideridae, Craseonycteridae e Megadermatidae. Essa subordem é baseada em estudos moleculares e genéticos e é contrária a classificação tradicional de Megachiroptera e Microchiroptera, que sugere que sejam grupos monofiléticos.
O termo Yinpterochiroptera surgiu da junção das palavras Pteropodidae (família de Megachiroptera) e Yinochiroptera (termo proposto em 1984 por Karl F. Koopman para se referir a certas famílias de Microchiroptera). Estudos recentes usando transcriptomas encontraram fortes evidências a favor do sistema de classificação Yinpterochiroptera/Yangochiroptera. Pesquisadores criaram um relógio molecular que estimou a tempo de divergência entre as duas subordens Yangochiroptera e Yinpterochiroptera em 63 milhões de anos. O ancestral comum mais recente de Yinpterochiroptera, correspondente à separação entre Rhinolophoidea e Pteropodidae, é estimado para ter ocorrido há 60 milhões de anos.
A primeira vez que o termo Yinpterochiroptera foi citado foi em 2001, em um artigo de Mark Springer e colaboradores. Como uma alternativa para os termos Yinpterochiroptera e Yangochiroptera, alguns pesquisadores usam Pteropodiformes e Vespertilioniformes respectivamente.

## Classificação
Subordem Yinpterochiroptera (Pteropodiformes)
- Família Craseonycteridae
- Família Hipposideridae
- Família Megadermatidae
- Família Pteropodidae
- Família Rhinolophidae
- Família Rhinopomatidae
- Família Rhinonycteridae